# Nachal Ša'at
Nachal Ša'at (hebrejsky נחל שעט) je vádí v jižním Izraeli, na pomezí severovýchodního okraje Negevské pouště a Judské pouště.
Začíná v nadmořské výšce přes 200 metrů v kopcovité pouštní krajině na východních svazích hory Har Parsa, cca 9 kilometrů jihovýchodně od města Arad. Směřuje pak k východu, přičemž se zařezává do okolního terénu. Postupně klesá do příkopové propadliny u Mrtvého moře, ze severu míjí vrch Giv'at Ša'at. Pak ústí zleva do vádí Nachal Bokek, které jeho vody odvádí úzkou soutěskou do Mrtvého moře.